# Daontesia mielchei
Daontesia mielchei is een zeeanemonensoort uit de familie Bathyphelliidae.
Daontesia mielchei is voor het eerst wetenschappelijk beschreven door Carlgren in 1956.